# Гурбангули Бердимухамедов
Гурбангули Маликгуљевич Бердимухамедов (туркм. Gurbanguly Mälikgulyýewiç Berdimuhammedow) бивши је председник Туркменистана. Рођен је 1957. године у месту Бабараб које се данас налази у провинцији Ахал. По професији је стоматолог, а обављао је функцију Министра здравља од 1997. до 2001. Након тога је постао заменик Премијера. Ту функцију је обављао до смрти Сапармурата Нијазова, у децембру 2006, када је постављен за в. д. председника иако је по уставу то требало да постане председник скупштине Овезгелди Атајев.
Бердимухамедовљева реформа здравства је описана као најгора у зони бившег Совјетског Савеза. Између осталог затворене су болнице изван Ашхабада и отпуштено је преко 15.000 медицинских радника које су заменила необучена војна лица. Опозиција оптужује Бердимухамедова да нема довољно воље и утицаја за вођење државе. Бердимухамедов предводи тоталитарни режим.
На недемократским изборима који су били одржани у марту 2022. године, његов син, Сердар Бердимухамедов је победио и ступио је на функцију председника 19. марта 2022. године.